# Alexandra Grigorian
Alexandra Grigorian (en armenio: Ալեքսանդրա Գրիգորյան; 1 de agosto de 2005) es una deportista armenia que compite en halterofilia.
Ganó una medalla de bronce en el Campeonato Mundial de Halterofilia de 2024 y dos medallas en el Campeonato Europeo de Halterofilia, en los años 2024 y 2025.

## Palmarés internacional
| Campeonato Mundial | Campeonato Mundial  | Campeonato Mundial | Campeonato Mundial |
| Año                | Lugar               | Medalla            | Categoría          |
| ------------------ | ------------------- | ------------------ | ------------------ |
| 2024               | Manama (Baréin)     | Medalla de bronce  | 55 kg              |
| Campeonato Europeo |                     |                    |                    |
| Año                | Lugar               | Medalla            | Categoría          |
| 2024               | Sofía (Bulgaria)    | Medalla de oro     | 55 kg              |
| 2025               | Chisináu (Moldavia) | Medalla de plata   | 55 kg              |